# Robinsonia dewitzi
Robinsonia dewitzi is een beervlinder uit de familie van de spinneruilen (Erebidae). De wetenschappelijke naam van de soort is voor het eerst geldig gepubliceerd in 1881 door Juan Gundlach.